# Тутиченко Дмитро Павлович
Дмитро Павлович Тутиченко (рос. Дмитрий Павлович Тутиченко; нар. 5 березня 1970, Ізмаїл, Одеська область) — український футболіст. Півзахисник, грав, зокрема за СК «Одеса», «Ниву» (Тернопіль), «Уралан» (Еліста) та «Дніпро» (Дніпропетровськ).
Вихованець ДЮСШ (Ізмаїл). Перший тренер — О. Литовченко. Виступав за СДЮШОР «Спартак» (Сімферополь), звідки перед сезоном 1989 перейшов до узбецької команди «Єшлик» (Джизак), що виступала в другій лізі.